# 1833 у літературі

## Твори
- Оноре де Бальзак надрукував роман «Ежені Гранде».

## Видання
- «Син Русі» — рукописна поетична збірка, один із перших творів нової української літератури у Галичині, написаних народною мовою

## Народилися
- 20 лютого —Марія Еліза Тернер Лаудер, канадська лінгвістка та письменниця.
- 22 грудня — Марко Вовчок, українська письменниця, поетеса.